# NordStar
NordStar (del ruso: ОАО «Авиакомпания «Таймыр») es una aerolínea rusa con sede en Norilsk. Su base principal es el Aeropuerto de Norilsk-Alykel. Opera bajo la marca NordStar Airlines.

## Historia
La marca NordStar fue fundada por Norilsk Nickel con base en aerolíneas locales de la península de Taimyr. NordStar reemplazó a KrasAir, la mayor aerolínea del krai de Krasnoyarsk.
Operó su primer vuelo el 17 de junio de 2009, de Norilsk a Moscú-Domodedovo y Krasnoyarsk. 
En 2010-2011, NordStar comenzó destinos de Moscú, Krasnoyarsk y Norilsk a San Petersburgo, Sochi, Krasnodar, Mineralnye Vody, Vladivostok, Jabárovsk, Novosibirsk, Ekaterimburgo, Tomsk, Nizhnevártovsk, Surgut, Chitá, Ulán-Udé, Irkutsk, Baikit, Vanavara, Turujansk, Severo-Eniseisk, Igarka, Dusambé y Taskent.
La flota de NordStar consta de 9 Boeing 737–800, , equipados para mayor comodidad a los pasajeros con clase de negocios y económica. En 2011 la flota se amplió con 4 ATR 42-500 para servicios regionales. El 1 de diciembre de 2011 Norilsk Nickel, la compañía matriz de Taimyr Airlines, informó que Nordavia se fusionaría con Taimyr Air Company.

## Destinos
Esta es una lista de las ciudades a las que NordStar vuela (a diciembre de 2012).
| Ciudad                | País                   | IATA    | ICAO | Aeropuerto                                    | Ref         |
| --------------------- | ---------------------- | ------- | ---- | --------------------------------------------- | ----------- |
| Abakán                | Rusia                  | ABA     | UNAA | Aeropuerto de Abakán                          | [ 4 ]       |
| Anapa                 | Rusia                  | AAQ     | URKA | Aeropuerto de Vítiazevo                       | [ 4 ]       |
| Astaná                | Kazajistán             | TSE     | UACC | Aeropuerto Internacional de Astaná            | [ 4 ]       |
| Bakú                  | Azerbaiyán             | GYD     | UBBB | Aeropuerto Internacional Heydar Aliyev        | [ 4 ]       |
| Barnaúl               | Rusia                  | BAX     | UNBB | Aeropuerto de Barnaúl                         | [ 4 ]       |
| Baikit                | Rusia                  | BYK     | UNIB | Aeropuerto de Baikit                          | [ 4 ]       |
| Pekín                 | China                  | PEK/BJS | ZBAA | Aeropuerto Internacional Capital              | [ 4 ]       |
| Bélgorod              | Rusia                  | EGO     | UUOB | Aeropuerto de Bélgorod                        | [ 4 ]       |
| Biskek                | Kirguistán             | FRU     | UAFM | Aeropuerto Internacional de Manas             | [ 4 ]       |
| Chitá                 | Rusia                  | HTA     | UIAA | Aeropuerto de Chitá-Kadala                    | [ 4 ]       |
| Corfu                 | Grecia                 | CFU     | LGKR | Aeropuerto Internacional de Corfú             | [ 4 ]       |
| Dubái                 | Emiratos Árabes Unidos | DXB     | OMDB | Aeropuerto Internacional de Dubái             | [ 5 ] [ 4 ] |
| Dusambé               | Tayikistán             | DYU     | UTDD | Aeropuerto Internacional de Dusambé           | [ 4 ]       |
| Heraclión             | Grecia                 | HER     | LGIR | Aeropuerto Internacional Nikos Kazantzakis ^  |             |
| Hurgada               | Egipto                 | HRG     | HEGN | Aeropuerto Internacional de Hurghada ^        |             |
| Igarka                | Rusia                  | IAA     | UOII | Aeropuerto de Igarka                          | [ 4 ]       |
| Irkutsk               | Rusia                  | IKT     | UIII | Aeropuerto Internacional de Irkutsk           | [ 4 ]       |
| Jabárovsk             | Rusia                  | KHV     | UHHH | Aeropuerto de Jabárovsk Novy                  | [ 4 ]       |
| Khodjent              | Tayikistán             | LBD     | UTDL | Aeropuerto de Khodjent                        | [ 4 ]       |
| Krasnodar             | Rusia                  | KRR     | URKK | Aeropuerto Internacional de Krasnodar         | [ 4 ]       |
| Krasnoyarsk           | Rusia                  | KJA     | UNKL | Aeropuerto Internacional de Yemelyanovo [Hub] | [ 4 ]       |
| Lárnaca               | Chipre                 | LCA     | LCLK | Aeropuerto Internacional de Lárnaca           | [ 4 ]       |
| Marsa Alam            | Egipto                 | RMF     | HEMA | Aeropuerto Internacional de Marsa Alam ^      |             |
| Mineralnye Vody       | Rusia                  | MRV     | URMM | Aeropuerto de Mineralnye Vody                 | [ 4 ]       |
| Mirni                 | Rusia                  | MJZ     | UERR | Aeropuerto de Mirni                           | [ 6 ]       |
| Moscú                 | Rusia                  | DMD     | UUDD | Aeropuerto Internacional de Moscú             | [ 4 ]       |
| Nizhni Nóvgorod       | Rusia                  | GOJ     | UWGG | Aeropuerto Internacional de Nizhni Nóvgorod   | [ 4 ]       |
| Norilsk               | Rusia                  | NSK     | UOOO | Aeropuerto de Norilsk-Alykel [Hub]            | [ 4 ]       |
| Novosibirsk           | Rusia                  | OVB     | UNNT | Aeropuerto Internacional de Novosibirsk       | [ 4 ]       |
| Nizhnevártovsk        | Rusia                  | NJC     | USNN | Aeropuerto de Nizhnevartovsk                  | [ 4 ]       |
| Podkamennaya Tunguska | Rusia                  | none    | UNIP | Aeropuerto de Podkamennaya Tunguska           | [ 4 ]       |
| Udachni               | Rusia                  | PYJ     | UERP | Aeropuerto de Polyarny                        | [ 7 ]       |
| Rostov del Don        | Rusia                  | ROV     | URRR | Aeropuerto de Rostov del Don                  | [ 4 ]       |
| Samara                | Rusia                  | KUF     | UWWW | Aeropuerto Internacional de Samara            | [ 4 ]       |
| San Petersburgo       | Rusia                  | LED     | ULLI | Aeropuerto Internacional Púlkovo              | [ 4 ]       |
| Sharm el-Sheij        | Egipto                 | SSH     | HESH | Aeropuerto Internacional de Sharm el-Sheij ^  |             |
| Surgut                | Rusia                  | SGC     | USRR | Aeropuerto Internacional de Surgut            | [ 4 ]       |
| Sochi                 | Rusia                  | AER     | URSS | Aeropuerto Internacional de Sochi             | [ 4 ]       |
| Taskent               | Uzbekistán             | TAS     | UTTT | Aeropuerto Internacional de Taskent           | [ 4 ]       |
| Tivat                 | Montenegro             | TIV     | LYTV | Aeropuerto de Tivat ^                         |             |
| Tomsk                 | Rusia                  | TOF     | UNTT | Aeropuerto de Tomsk-Bogashevo                 | [ 4 ]       |
| Turá                  | Rusia                  | none    | UNIT | Aeropuerto de Turá                            | [ 4 ]       |
| Turín                 | Italia                 | TRN     | LIMF | Aeropuerto de Turín-Caselle                   | [ 4 ]       |
| Turujansk             | Rusia                  | none    | UOTT | Aeropuerto de Turujansk                       | [ 4 ]       |
| Ufá                   | Rusia                  | UFA     | UWUU | Aeropuerto Internacional de Ufá               | [ 4 ]       |
| Ulán-Udé              | Rusia                  | UUD     | UIUU | Aeropuerto de Ulán-Udé                        | [ 4 ]       |
| Vladivostok           | Rusia                  | VVO     | UHWW | Aeropuerto Internacional de Vladivostok       | [ 4 ]       |
| Vanavara              | Rusia                  | none    | UNIW | Aeropuerto de Vanavara                        | [ 4 ]       |
| Ekaterimburgo         | Rusia                  | SVX     | USSS | Aeropuerto de Ekaterimburgo                   | [ 4 ]       |
| Ereván                | Armenia                | EVN     | UDYZ | Aeropuerto Internacional de Zvartnots         | [ 4 ] [ 8 ] |

| ^ | estacional |

## Flota

### Flota Actual
La flota NordStar incluye los siguientes aviones, con una edad media de 18,6 años (a septiembre de 2023):